# Lamprocryptus alboannularis
Lamprocryptus alboannularis là một loài tò vò trong họ Ichneumonidae.